# Егоцентризам
Егоцентризам је неспособност личности да свет посматра из угла другог појединца, већ искључиво из сопственог, који се апсолутизује. Карактерише га ексцесивна преокупација собом и претерани став према сопственој важности и незаменљивости. Такође, нормално стање у детињству код детета до шест година старости које још није научило да у обзир узима потребе других људи, већ само своје сопствене.
Иако је егоцентрично понашање мање изражено у одраслом добу, постојање неких облика егоцентризма у одраслом добу указује на то да превазилажење егоцентризма може бити доживотни развој који никада не достиже завршетак. Сматра се да су одрасли мање егоцентрични од деце, јер се брже исправљају из првобитне егоцентричне перспективе од деце, а не зато што је мања вероватноћа да ће у почетку усвојити егоцентричну перспективу.
Према томе, егоцентризам је присутан у целом животном веку: у раном детињству, детињству, адолесценцији и одраслом добу. То доприноси људском когнитивном развоју помажући деци да развију теорију ума и у формирању само-идентитета.

## Дефиниција
Егоцентризам је повезан са потешкоћама у разликовању себе од других. Тачније, односи се на потешкоће да се тачно претпостави или разуме другачија перспектива од сопствене.
Иако егоцентризам и нарцизам изгледају слично, они нису исти. Особа која је егоцентрична верује да је у центру пажње, али не налази нужно задовољство у дивљењу других. И егоисти и нарцисоидне особе су људи на чији его у великој мери утиче одобравање других, док за егоцентристе то може, али и не мора бити тачно.

## Током раног детињства
Када новорођенчад и мала деца почну да показују егоцентризам, они сазнају да се њихове мисли, вредности и понашања разликују од мисли, вредности и понашања других, што је такође познато као теорија ума. У почетку када деца почну да имају друштвене интеракције са другима, углавном са старатељима, погрешно тумаче да су један ентитет, јер су заједно дуго времена и старатељи често обезбеђују потребе деце. На пример, дете може погрешно да припише чин његове мајке која је посегнула да узме предмет на који указује као знак да су исти ентитет, док су у ствари одвојене особе. Већ са 15 месеци, деца показују мешавину егоцентризма и теорије ума када се агент понаша у супротности са оним како деца очекују да се понашају. У студији из 2005. деца су посматрала како експериментатор ставља играчку у једну од две кутије, али нису видела када је експериментатор извадио играчку из оригиналне кутије и ставио је у другу кутију, због препреке екраном. Када је екран уклоњен, деца су гледала како експериментатор посеже да извади играчку из једне од кутија, али пошто деца нису видела део са пребацивањем, много дуже су посматрала радњу експериментатора када је она посегнула за кутијом насупрот оне у коју је првобитно ставила играчку. Не само да ово показује постојање капацитета памћења одојчади, већ такође показује како она имају очекивања заснована на свом знању, јер су изненађена када та очекивања нису испуњена.
Пијаже је објаснио да егоцентризам у детињству не значи себичност, егоцентричност или егоизам, јер се односи на дететово разумевање света у смислу сопствене моторичке активности, као и на немогућност да га разуме. У друштвеном развоју деце, детињство је период у коме појединац обавља веома мало друштвених функција због свесне и подсвесне бриге за задовољење физичких потреба.

## Током детињства
Главни концепт који новорођенчад и мала деца уче тако што почињу да показују егоцентризам је чињеница да се њихове мисли, вредности и понашања разликују од мисли, вредности и понашања других, што је такође познато као теорија ума. У почетку када деца почну да ступају у друштвене интеракције са другима, углавном са старатељима, она погрешно тумаче да су један ентитет, јер су заједно дуго времена и старатељи често обезбеђују потребе деце. На пример, дете може погрешно да припише чин његове мајке да дође до предмета на који указује као знак да су исти ентитет, док су у ствари одвојене особе. Већ са 15 месеци, деца показују мешавину егоцентризма и теорије ума када се агент понаша у супротности са начином на који деца очекују да се понаша. У овој студији деца су посматрала како експериментатор ставља играчку у једну од две кутије, али нису видела када је експериментатор извадио играчку из оригиналне кутије и ставио је у другу кутију, због опструкције екрана. Када је екран уклоњен, деца су посматрала како експериментатор посеже да извади играчку из једне од кутија, али пошто деца нису видела део за пребацивање, много дуже су посматрала радњу експериментатора када је посегнула за кутијом насупрот оне кутије у коју је првобитно ставила играчку. Не само да ово показује постојање капацитета памћења одојчади, већ такође показује како она имају очекивања заснована на свом знању, јер су изненађени када та очекивања нису испуњена.
Према Џорџу Батерворту и Маргарет Харис, током детињства особа обично није у стању да направи разлику између субјективног и објективног. Према Пијажеу, „егоцентрично дете претпоставља да други људи виде, чују и осећају потпуно исто што и дете.“
Пијаже је објаснио да егоцентризам у детињству не значи себичност, егоцентричност или егоизам, јер се односи на дететово разумевање света у смислу сопствене моторичке активности, као и на немогућност да га разуме. У друштвеном развоју деце, детињство је период у коме појединац обавља веома мало друштвених функција због свесне и подсвесне бриге за задовољење физичких потреба.
Жан Пијаже (1896–1980) развио је теорију о развићу људске интелигенције, описујући фазе когнитивног развоја. Тврдио је да је рано детињство време преоперационог размишљања, које карактерише неспособност деце да процесуирају логичку мисао. Према Пијажеу, једна од главних препрека логици коју деца поседују укључује центрирање, „тенденција да се фокусира на један аспект ситуације уз искључивање других.“ Посебна врста усредсређености је егоцентризам – дословно, „само-центричност". Пијаже је тврдио да су мала деца егоцентрична, способна да посматрају свет само из своје личне перспективе. На пример, трогодишњак је својој мајци поклонио модел камиона као рођендански поклон; „пажљиво је умотао поклон и дао га својој мајци са изразом лица који је јасно показивао да очекује да ће она то волети.“ Трогодишњи дечак није изабрао поклон из себичности или похлепе, али је он одабрао поклон једноставно нe схватајући да, из перспективе његове мајке, она можда неће уживати у моделу аутомобила колико он.
Пијажеа су занимала два аспекта егоцентричности код деце: језик и морал. Он је сматрао да егоцентрична деца користе језик првенствено за комуникацију са самим собом. Пијаже је приметио да деца разговарају сама са собом током игре, а овај егоцентрични говор су биле само дечје мисли. Он је сматрао да овај говор нема посебну функцију; коришћен је као начин праћења и појачања тренутне активности детета. Он је теоретизирао да би се како дете когнитивно и социјално сазрева количина егоцентричног говора смањивала. Међутим, Виготски је сматрао да егоцентрични говор има више значења, јер омогућава дететов раст у друштвеном говору и висок ментални развој. Поред Пијажеове теорије, он је веровао да у комуникацији са другима дете верује да други знају све о теми дискусије и постаје фрустрирано када се тражи да пружи додатне детаље.
Пијаже је такође веровао да егоцентризам утиче на осећај морала детета. Због егоцентризма, дете се бави само коначним исходом догађаја, а не туђим намерама. На пример, ако неко детету разбије играчку, дете не би опростило другом и дете не би могло да схвати да онај ко је сломио играчку није намеравао да је разбије. Овај феномен такође може бити поткрепљен доказима из налаза студије случаја Нелсона, који је проучавао употребу мотива и исхода од стране мале деце као помоћ при формирању њихових моралних судова.
Пијаже је формулисао тест за истраживање егоцентризма који се зове планинска студија. Он је ставио децу испред једноставног гипсаног планинског венца, а затим их замолио да од четири слике изаберу поглед који ће он, Пијаже, видети. Млађа деца пре седме године изабрала су слику погледа коју су и сама видела и стога је за њих утврђено да немају способност да оцене гледиште другачије од њиховог. Другим речима, њихов начин расуђивања је био егоцентричан. Тек када су ушла у конкретно-оперативну фазу развоја у доби од седам до дванаест година, деца су постала мање егоцентрична и могла су да цене другачија гледишта осим својих. Другим речима, била су способна за когнитивно схватање перспективе. Међутим, планински тест је критикован због тога што је процењивао само визуелно-просторну свест детета, а не егоцентризам. Додатна студија која је укључивала полицијске лутке показала је да су чак и мала деца била у стању да тачно кажу шта ће постављач питања видети. Сматра се да је Пијаже преценио степен егоцентризма код деце. Егоцентризам је стога неспособност детета да види туђа гледишта, а не траба да буде поистовећен са себичношћу. Дете у овој фази когнитивног развоја претпоставља да је њихов поглед на свет исти као и код других људи.

## Током адолесценције
Иако је већина истраживања извршених на проучавању егоцентризма првенствено фокусирана на рано детињство, откривено је да се то дешава и током адолесценције. Дејвид Елкинд је био један од првих који је идентификовао присуство егоцентризма у адолесценцији и касној адолесценцији. Он тврди да је „млади адолесцент, због физиолошке метаморфозе кроз коју пролази, пре свега забринут за себе. Сходно томе, пошто не успева да направи разлику између онога о чему други мисле и сопствених менталних преокупација, он претпоставља да су и други људи исто толико опседнути својим понашањем и изгледом какав је он сам." Адолесцент испољава егоцентризам борећи се да разлучи да ли их други воле или не, колико мисле, јер су њихове сопствене мисли толико преовлађујуће. Адолесценти себе сматрају „јединственим, посебним и много друштвено значајнијим него што заправо јесу“.
Елкинд је такође створио термине за егоцентрично понашање испољаваних адолесцената, као што су оно што он назива имагинарном публиком, личном бајком и бајком непобедивости. Егоцентрични адолесцент који доживљава имагинарну публику верује да постоји публика која је опчињена и стално присутна до те мере да је претерано заинтересована за егоцентричну особу. Лична бајка се односи на веровање многих тинејџера да су њихове мисли, осећања и искуства јединствена и екстремнија од других. У басни о непобедивости, адолесцент верује да је имун на несрећу и да не може да му науди ствари које би могле поразити нормалну особу. Егоцентризам у адолесценцији се често посматра као негативан аспект њиховог менталног стања, јер постају заокупљени собом и лошије функционишу у друштву због своје искривљене верзије стварности и цинизма.
Постоје различити разлози због којих адолесценти доживљавају егоцентризам:
- Адолесценти се често суочавају са новим друштвеним окружењима (на пример, полазак у средњу школу) која захтевају од адолесцента да заштити себе и да се фокусира на себе.[24]
- Развој идентитета адолесцената може укључивати уочавање високог нивоа јединствености. Ово се манифестује као лична бајка.[25]
- Одбијање родитеља може довести до повећаног нивоа самосвести.[26]

Уочене су родне разлике у начину испољавања егоцентризма. Пролазно Ја, како су га дефинисали Елкинд и Бовен 1979. године, односи се на несталну слику о себи која се углавном односи на једнократна понашања и привремени изглед. Адолесценткиње имају већу тенденцију да себе виде као другачије од других и имају тенденцију да буду самосвесније у ситуацијама које укључују тренутне непријатности (нпр. одлазак на журку са лошом фризуром), него њихови мушки вршњаци. Друга студија коју су спровели Гусенс и Бејерс (1992) користећи сличне мерне инструменте открила је да дечаци имају јача уверења да су јединствени, нерањиви и понекад свемоћни, што су типичне карактеристике личне бајке.
Током адолесценције егоцентризам позитивно доприноси развоју сопственог идентитета; да би постигли самоидентитет, адолесценти пролазе кроз различите путеве фаза „кризе“ и „посвећености“, а утврђено је да је веће постигнуће самоидентитета у корелацији са појачаним егоцентризмом.

## Током одраслог доба
Док се смањени егоцентризам јавља између 15. и 16. године, одрасли такође имају реакције или понашања која се могу категорисати као егоцентрична. Франкенбергер је тестирао адолесценте (14–18 година) и одрасле (20–89) на њихов ниво егоцентризма и самосвести. Утврђено је да су се егоцентричне тенденције прошириле на рано одрасло доба и да су још увек присутне у средњим одраслим годинама.
Барон и Хана су разматрали 152 учесника и тестирали како би присуство депресије утицало на егоцентризам. Они су тестирали одрасле између 18 и 25 година и открили да су учесници који су патили од депресије показали већи ниво егоцентризма од оних који нису.
Коначно, Сертис и Аперли су открили да када су одрасли замољени да процене број тачака које виде и број тачака које би аватар у компјутерској симулацији видео, присуство аватара је ометало доношење одлука учесника током одлучивања, при чему се број тачака представљених учеснику разликовао од броја тачака представљених аватару. Такав ефекат на учеснике се смањио када је аватар замењен једноставном жутом или плавом линијом, што је сугерисало да учесници пројектују сопствену визију на аватар са људским особинама. Ипак, направили су више грешака када су видели упите као што је „аватар види Н“ када је Н био број тачака које је учесник видео, а не аватар, што показује да је егоцентрична мисао и даље доминантна у доношењу брзих пресуда, чак и ако је одрасли свесни да се њихове мисли могу разликовати од мисли других.